# Мартин Ландау
Мартин Ландау (на английски: Martin Landau), е американски филмов, телевизионен и театрален актьор.

## Биография

### Ранни години
Мартин Ландау е роден на 20 юни 1928 година в нюйоркския район Бруклин. Родителите му са с еврейски произход. Баща му, Морис Ландау е роден в Австрия, механик по професия.
На 17-годишна възраст Мартин Ландау започва работа като карикатурист за големия вестник „Дейли Нюз“, асистирайки в работата през 1940-те и 1950-те на известния американски карикатурист Гас Едсън. Ландау предимно работи върху „Семейство Гъмпс“ за неделната страница.

### Кариера
Повлиян от творчеството на Чарли Чаплин, Ландау започва да се стреми към актьорската кариера. Стартира обучението си в авторитетното „Актърс Студио“ в същия клас със Стив Маккуин. През 1957 година прави дебюта си на сцена на Бродуей в пиесата „Средата на нощта“.
Започва кариерата си в „голямото“ кино през 1950-те, като една от първите му роли е във филма „Север-северозапад“ на Алфред Хичкок. През 1963 г. Ландау играе ролята на Руфио в „Клеопатра“. От 1966 до 1969 г. играе Ролин Ханд в сериала „Мисията невъзможна“.
Ландау е удостоен е с награда „Оскар“ за поддържаща роля за великолепното му изпълнение, като Бела Лугоши в „Ед Ууд“ (1994). Има още две номинации за същата награда, за рабатата си с режисьорите Уди Алън във филма „Престъпления и прегрешения“ (1989) и Франсис Форд Копола във филма „Мечтата на Тъкър“ (1988).
Озвучава Мак Гаргън/Скорпиона в първи и втори сезон на „Спайдър-Мен: Анимационният сериал“. Участва във филмите „Метеор“ (1979), „Ед ТВ“ (1999), „Холивудски ченгета“ (2003), „Франкенуини“ (2012) и много други.
Ландау работи и като театрален педагог. Той е ръководител на филиала в Лос Анджелис на известното „Актърс Студио“.

### Смърт
Мартин Ландау умира на 89 години на 15 юли 2017 г. в медицински център „Роналд Рейгън“ в Лос Анджелис. Той е починал от „неочаквани усложнения“ след кратко хоспитализиране.

## Награди и номинации
| Награди                 | Награди                                      | Награди                                  | Награди   |
| Награда                 | Категория                                    | Филм                                     | Резултат  |
| ----------------------- | -------------------------------------------- | ---------------------------------------- | --------- |
| Награди „Оскар“         | Най-добър актьор в поддържаща роля (1995)    | Ед Ууд                                   | награда   |
| Награди „Оскар“         | Най-добър актьор в поддържаща роля (1990)    | Престъпления и прегрешения               | номинация |
| Награди „Оскар“         | Най-добър актьор в поддържаща роля (1989)    | Мечтата на Тъкър                         | номинация |
| Награди „Златен глобус“ | Най-добър актьор в поддържаща роля (1995)    | Ед Ууд                                   | награда   |
| Награди „Златен глобус“ | Най-добър актьор в поддържаща роля (1989)    | Мечтата на Тъкър                         | награда   |
| Награди „Златен глобус“ | Най-добър актьор в телевизионни серии (1968) | Мисията невъзможна (телевизионен сериал) | награда   |
| Награди БАФТА           | Най-добър актьор в поддържаща роля (1995)    | Ед Ууд                                   | номинация |

## Избрана филмография
| Година | Филм                                    | Оригинално заглавие           | Роля               | Режисьор                    | Бележки                                       |
| ------ | --------------------------------------- | ----------------------------- | ------------------ | --------------------------- | --------------------------------------------- |
| 1959   | Връх Порк Чоп                           | Pork Chop Hill                | Лейтенант Маршъл   | Луис Майлстоун, Грегъри Пек |                                               |
| 1959   | Север-северозапад                       | North by Northwest            | Леонард            | Алфред Хичкок               |                                               |
| 1959   | Беседката                               | The Gazebo                    | Херцогът           | Джордж Маршал               |                                               |
| 1963   | Клеопатра                               | Cleopatra                     | Руфио              | Джоузеф Манкевич            |                                               |
| 1965   | Най-великата история, разказвана някога | The Greatest Story Ever Told  | Каяфа              | Джордж Стивънс              |                                               |
| 1966   | Невада Смит                             | Nevada Smith                  | Голямата стъпка    | Хенри Хатауей               |                                               |
| 1970   | Наричат ме господин Тибс!               | They Call Me Mister Tibbs!    | Логан Шарп         | Гордън Дъглас               |                                               |
| 1976   | Сенки в една празна стая                | Shadows in an Empty Room      | д-р Джордж Трейсър | Алберто Де Мартино          |                                               |
| 1988   | Мечтата на Тъкър                        | Tucker: The Man and His Dream | Аби Карац          | Франсис Форд Копола         | награда „Златен глобус“, номинация за „Оскар“ |
| 1989   | Престъпления и прегрешения              | Crimes and Misdemeanors       | Юда Росентал       | Уди Алън                    | номинация за „Оскар“                          |
| 1993   | Сливър                                  | Sliver                        | Алекс Парсънс      | Филип Нойс                  |                                               |
| 1994   | Точка на пресичане                      | Intersection                  | Нийл               | Марк Райдел                 |                                               |
| 1994   | Ед Ууд                                  | Ed Wood                       | Бела Лугоши        | Тим Бъртън                  | награда „Златен глобус“ и „Оскар              |
| 1996   | Кметството                              | City Hall                     | съдия Уолтър Щерн  | Харолд Бекер                |                                               |
| 1998   | Комарджии                               | Rounders                      | Аби Петровски      | Джон Дал                    |                                               |
| 2001   | Маджестик                               | The Majestic                  | Хари Тримбъл       | Франк Дарабонт              |                                               |
| 2012   | Франкенуини                             | Frankenweenie                 | Г-н Ржикруски      | Тим Бъртън                  | анимационен филм                              |
| 2015   | Антураж                                 | Entourage                     | Боб Райън          | Дъг Елин                    |                                               |
| 2015   | Спомни си                               | Remember                      | Макс Розенбаум     | Атом Егоян                  |                                               |